# Complete Music Video Collection

Complete Music Video Collection est un DVD de The Offspring regroupant tous leurs clips. Il est sorti le 18 juillet 2005, moins d'un mois après la sortie de Greatest Hits, best-of du groupe.
Le DVD contient la totalité des dix-sept clips du groupe de sa création à 2005, onze titres live, les vidéos bonus de Cool To Hate et Da Hui et divers autres bonus : les commentaires audio de Dexter Holland et Noodles sur les clips (en anglais), un reportage sur l'acteur du clip Pretty Fly (en anglais), le story-board pour certains clips et une galerie photos.

## Liste des clips présents sur le DVD
1. Come Out and Play (Keep 'Em Separated)
2. Self Esteem
3. Gotta Get Away
4. All I Want
5. Gone Away
6. The Meaning of Life
7. I Choose
8. Pretty Fly (for a White Guy)
9. Why Don't You Get a Job?
10. The Kids Aren't Alright
11. She's Got Issues
12. Original Prankster
13. Want You Bad
14. Defy You
15. Hit That
16. (Can't Get My) Head Around You
17. Can't Repeat